# Urraca Fernández de Castella
Urraca de Castella o Urraca Fernández (ca. 935 - 1007) va ser una infanta de Castella i en dues ocasions reina consort de Lleó (951-956) i (958-960) i reina consort de Navarra (970-994).

## Orígens familiars
Filla del comte de Castella Ferran González i la seva primera dona Sança de Pamplona.

## Reina consort de Lleó i Navarra
El 941 es casà, en primeres núpcies, amb Ordoni III de Lleó. D'aquest matrimoni nasqueren:
- l'infant Ordoni de Lleó, mort jove
- la infanta Teresa de Lleó, monja

El 958 es casà, en segones núpcies, amb Ordoni IV de Lleó, usurpador del tron lleonès. Mitjançant aquest enllaç el rei pretengué legitimitzar el seu poder. D'aquest matrimoni no hi hagué fills.
El 962 es casà, en terceres núpcies, amb Sanç II de Navarra. D'aquest matrimoni van néixer:
- l'infant Garcia III Sanxes II de Navarra (964-1004), rei de Navarra i comte d'Aragó
- l'infant Ramir de Navarra (?-992)
- l'infant Gonçal de Navarra (?-997)

Va sobreviure al seu darrer marit i va intervenir en els afers polítics mentre van regnar el seus fill i net, Garcia i Sanç.